# Callyntrotus
Callyntrotus är ett släkte av spindeldjur som beskrevs av Alfred Nalepa 1894. Callyntrotus ingår i familjen Eriophyidae.
Släktet innehåller bara arten Callyntrotus polygoni.